# José Matos Mar
José Matos Mar, né le 1er novembre 1921 à Coracora (région d'Ayacucho) et mort le 7 août 2015 à Lima, est un anthropologue péruvien.

## Biographie
Diplômé de l'Université nationale principale de San Marcos, à Lima, il étudie d'abord les lettres avant de se consacrer à l'anthropologie et de devenir un des pionniers de cette discipline dans son pays. 
Dès 1947, il s'intéresse aux communautés rurales des Andes puis, dans les années 1950, il étudie l'exode rural vers la capitale et les liens socio-culturels qui se tissent entre les milieux d'origine et d'installation. 
En 1964, avec d'autres intellectuels des sciences sociales comme Augusto Salazar Bondy ou Jorge Bravo, il fonde l'Institut d'études péruviennes (IEP), le premier centre de recherches indépendant destiné à l'analyse des grands problèmes péruviens. 
Il est l'auteur de nombreux ouvrages, dont Desborde popular y crisis del Estado. El nuevo rostro del Perú en la década de 1980 (1984), qui a connu un grand succès.
Deux jours avant sa mort, le 5 août 2015, il est décoré de l'Ordre du Soleil, la plus haute distinction du Pérou, «pour sa contribution à l'analyse de la pluralité sociale du pays et sa multiculturalité».